# Anielin (Kutno)
Pour les articles homonymes, voir Anielin.
Anielin (prononciation [aˈɲelin]) est un village de la gmina de Łanięta, du powiat de Kutno, dans la voïvodie de Łódź, situé dans le centre de la Pologne.
Il se situe à environ 5 kilomètres au nord de Łanięta (siège de la gmina), 18 kilomètres au nord de Kutno (siège du powiat) et 69 kilomètres au nord de Łódź (capitale de la voïvodie).
Sa population s'élevait approximativement à 80 habitants en 2006.

## Administration
De 1975 à 1998, le village était attaché administrativement à l'ancienne voïvodie de Płock.

Depuis 1999, il fait partie de la nouvelle voïvodie de Łódź.